# Batalla de Manresa
El batalla de Manresa fou un combat lliurat el 7 de maig de 1714 durant la Guerra dels catalans (1713-1714), la darrera campanya militar de la Guerra de Successió Espanyola a Catalunya.

## Antecedents
La ciutat va jurar fidelitat a Felip V d'Espanya el juliol de 1713 i el duc de Pópuli va enviar el dia 3 d'agost un gran exèrcit format per 4.000 soldats borbònics a les ordres del tinent general José de Armendáriz i del general de batalla José Carrillo de Albornoz.
En decretar la Junta de Braços la guerra a ultrança el coronel català Josep de Peguera i de Cortit, amb 60 cavalls rebé l'ordre d'ocupar Manresa i es va poder formar la Coronela de Manresa amb 400 combatents capitanejats per Joan Sobrebals, que van sortir de la ciutat. En venjança el 13 d'agost José Carrillo de Albornoz va ordenar la crema de les cases dels principals cabdills revoltats tot i que el foc es va escampar per tota la ciutat.

## Batalla
El coronel Antoni Desvalls i de Vergós va fer una incursió sobre Manresa el 7 de maig de 1714 en la que va derrotar el regiment borbònic napolità de Félix Álvarez de la Escalera, que morí en el combat, i Desvalls va fer 300 presoners.

## Conseqüències
El 7 de maig de 1714 Antoni Desvalls i de Vergós va presentar batalla als borbònics en el Combat de Mura, derrotant la columna de Diego González, dirigint-se posteriorment a Terrassa, sent atacat el dia 9 a Esparreguera per un destacament sortit de Martorell.